# Tliltocatl albopilosus
Espèce
Synonymes
- Brachypelma albopilosa Valerio, 1980
- Brachypelma albopilosum Valerio, 1980

Statut de conservation UICN

 LC  : Préoccupation mineure
Statut CITES
Tliltocatl albopilosus est une espèce d'araignées mygalomorphes de la famille des Theraphosidae.

## Distribution

Distribution

Cette espèce est endémique du Costa Rica.

## Description

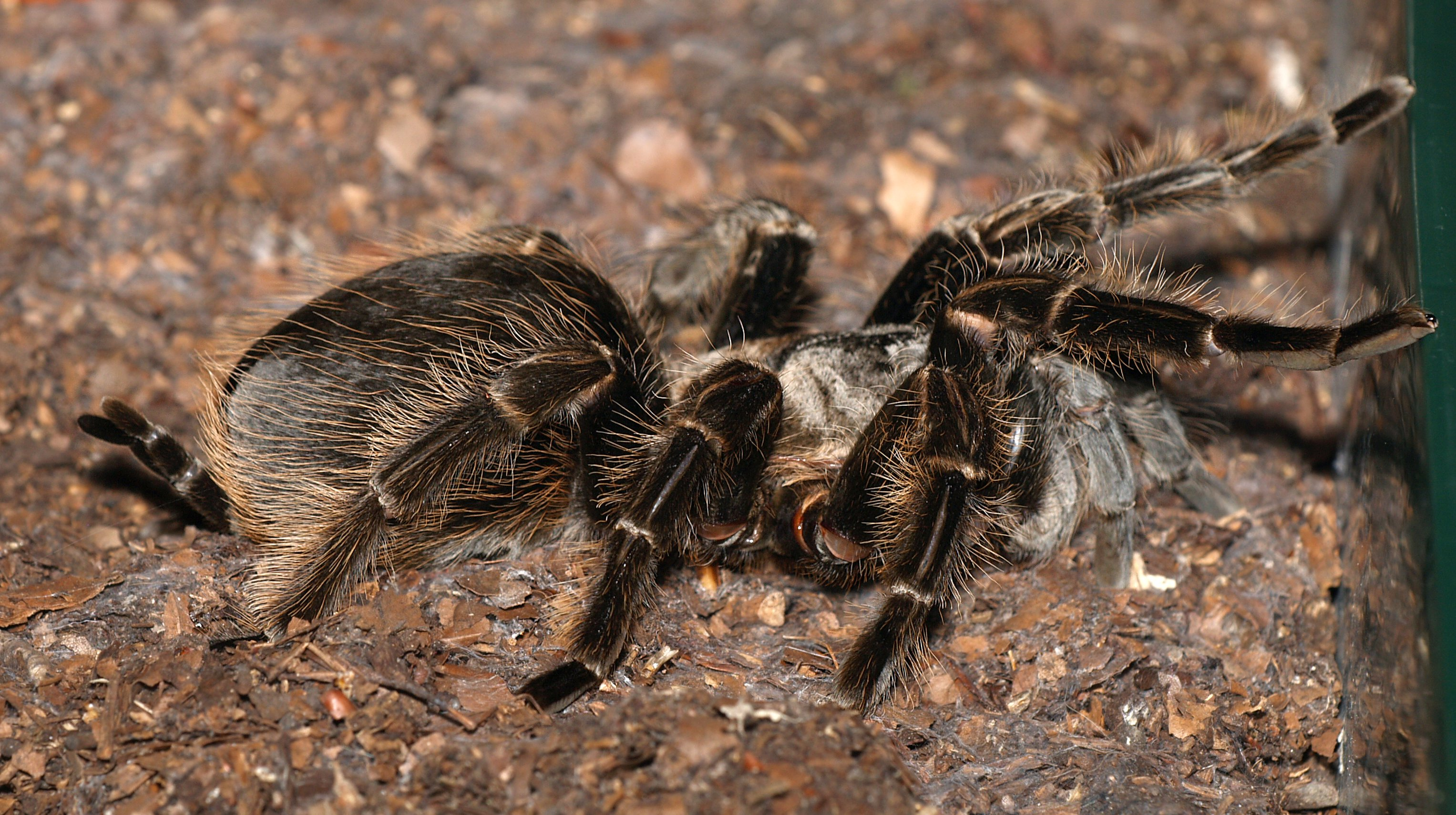
Tliltocatl albopilosus ♀

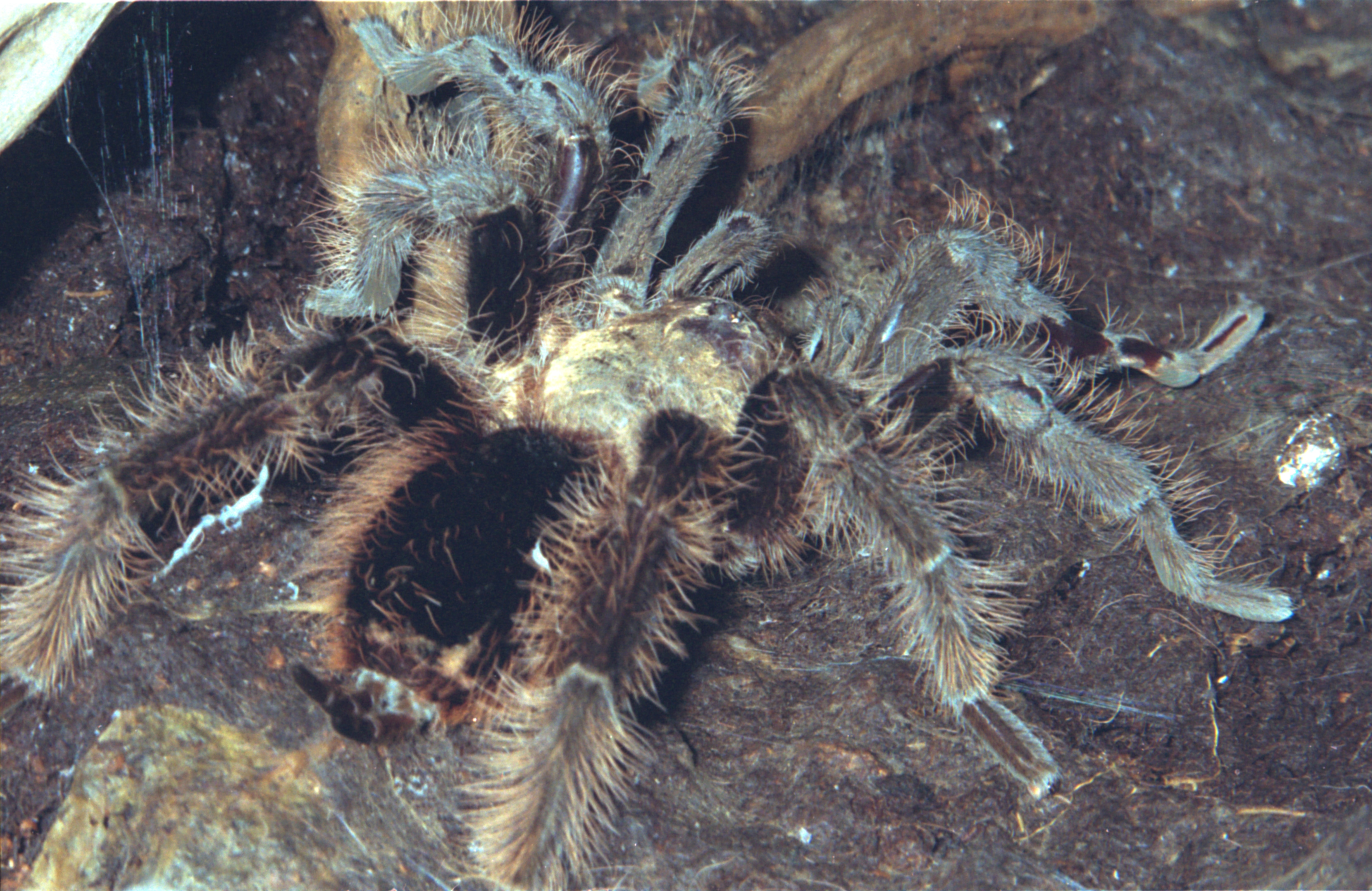
Tliltocatl albopilosus ♂

Les longs poils légèrement frisés sont la principale caractéristique morphologique de cette espèce. L'espérance de vie dépasse quinze ans pour une femelle.

## Systématique et taxinomie
Cette espèce a été décrite sous le protonyme Brachypelma albopilosa par Valerio en 1980. Elle est placée dans le genre Tliltocatl par Mendoza et Francke en 2020.

## En captivité
Cette espèce se rencontre en terrariophilie.

## Publication originale
- Valerio, 1980 : Arañas terafosidas de Costa Rica (Araneae, Theraphosidae). I. Sericopelma y Brachypelma. Brenesia, vol. 18, p. 259-288.